# Via Trionfale
Via Trionfale è una strada di Roma.
Anticamente chiamata Via Triumphalis, era una via consolare che congiungeva Roma a Veio.

## Descrizione
Molto probabilmente il nome dato alla strada risale all'evento dell'epoca romana della vittoria di Furio Camillo sulla città di Veio, al quale fu concesso il trionfo proprio sulla strada che da Veio portava al colle del Campidoglio.
Il percorso attuale è di circa 11 km; si snoda verso nord partendo da largo Trionfale, alla congiunzione del rione Prati con i quartieri Trionfale e Della Vittoria; sale lungo la collina di Monte Mario costituendo la zona di confine del citato quartiere Trionfale e di Primavalle; successivamente attraversa la zona di Ottavia e all'altezza de La Giustiniana confluisce sulla via Cassia.
La via durante il giorno è sempre molto trafficata in quanto ad una corsia per senso di marcia, ad eccezione di alcuni tratti che sono a senso unico di circolazione. Nel mese di settembre 2010 è stato completato il raddoppio della carreggiata, a due corsie per senso di marcia, tra l'ingresso nord del policlinico Agostino Gemelli e il Forte Trionfale.
Il 23 gennaio 2007 furono inaugurate le rampe dello svincolo di via Trionfale con il Grande Raccordo Anulare (in zona Ottavia).
Lo svincolo fu aperto completamente al traffico intorno a gennaio 2009.

## La numerazione civica
La numerazione civica della strada è particolare, perché esprime, per un lungo tratto, la distanza metrica del civico rispetto al Campidoglio. Questa particolare numerazione fu decisa dal Consiglio Comunale con deliberazione n. 383 dell'8 marzo 1955 che recita: «[...] Premesso che l'attuale numerazione civica della Via Trionfale non è più rispondente alla nuova situazione [...]; Considerato che, per la rilevante lunghezza della strada medesima [...] si provveda sulla base di un nuovo sistema che faciliti ai cittadini la localizzazione dei singoli numeri civici; [...] Il Consiglio Comunale delibera di lasciare immutato l'attuale sistema di numerazione civica nel tratto iniziale della Via Trionfale compreso fra il Largo Trionfale e il Piazzale delle Medaglie d'Oro e di riordinare la numerazione civica relativa al rimanente tratto della via medesima, compresa fra il Piazzale delle Medaglie d'Oro e la Via Cassia, contrassegnando ivi esistenti con numeri civici che esprimano metricamente la distanza per via ordinaria più breve, intercorrente tra gli accessi stessi ed il Campidoglio, misurata sull'asse stradale.»; la via giunge quindi ad avere numeri civici che arrivano fino a 14500.